# Танака Сюнта
Танака Сюнта (яп. 田中 駿汰; нар. 26 травня 1997) — японський футболіст, що грав на позиції захисника.

## Клубна кар'єра
З 2020 року захищає кольори «Хоккайдо Консадолє Саппоро».

## Кар'єра в збірній
Дебютував 2019 року в офіційних матчах у складі національної збірної Японії.

## Статистика виступів
| Збірна Японії | Збірна Японії | Збірна Японії |
| Рік           | Матчі         | Голи          |
| ------------- | ------------- | ------------- |
| 2019          | 1             | 0             |
| Загалом       | 1             | 0             |